# Phascolarctidae
Phascolarctidae é uma família marsupial da ordem Diprotodontia.

## Classificação
Família Phascolarctidae
- ?Gênero †Cundokoala Pledge, 1992
  - †Cundokoala yorkensis Pledge, 1992
- ?Gênero †Nimiokoala Black e Archer, 1997
  - †Nimiokoala greystanesi Black e Archer, 1997
- Gênero †Madakoala Woodburne, Tedford, Archer e Pledge, 1987
  - †Madakoala robustus Woodburne, Tedford, Archer e Pledge, 1987
  - †Madakoala wellsi Woodburne, Tedford, Archer e Pledge, 1987
  - †Madakoala devisi Woodburne, Tedford, Archer e Pledge, 1987
- Gênero †Litokoala Stirton, Tedford e Woodburne, 1967
  - †Litokoala garyjohnstoni
  - †Litokoala kutjamarpensis Stirton, Tedford e Woodburne, 1967
  - †Litokoala kanunkaensis Springer, 1987
- Gênero †Koobor Archer, 1976
  - †Koobor jimbarrati Archer e Wade, 1976
  - †Koobor notabilis
- Gênero †Perikoala
  - †Perikoala palankarinnica
  -  ?†Perikoala robustus
- Gênero Phascolarctos
  - †Phascolarctos maris Pledge, 1987
  - Phascolarctos cinereus
  - †Phascolarctos stirtoni